# Crella rosea
Crella rosea är en svampdjursart som först beskrevs av Topsent 1892.  Crella rosea ingår i släktet Crella och familjen Crellidae. Inga underarter finns listade i Catalogue of Life.